# Pseudechiniscus
Pseudechiniscus är ett släkte av trögkrypare. Pseudechiniscus ingår i familjen Echiniscidae.
Släktet Pseudechiniscus indelas i:
- Pseudechiniscus alberti
- Pseudechiniscus asper
- Pseudechiniscus bartkei
- Pseudechiniscus bidenticulatus
- Pseudechiniscus bispinosus
- Pseudechiniscus brevimontanus
- Pseudechiniscus clavatus
- Pseudechiniscus conifer
- Pseudechiniscus dicrani
- Pseudechiniscus distinctus
- Pseudechiniscus facettalis
- Pseudechiniscus goedeni
- Pseudechiniscus gullii
- Pseudechiniscus insolitus
- Pseudechiniscus islandicus
- Pseudechiniscus jiroveci
- Pseudechiniscus juanitae
- Pseudechiniscus jubatus
- Pseudechiniscus megacephalus
- Pseudechiniscus nataliae
- Pseudechiniscus novaezelandiae
- Pseudechiniscus occultus
- Pseudechiniscus papillosus
- Pseudechiniscus pseudoconifer
- Pseudechiniscus pulcher
- Pseudechiniscus quadrilobatus
- Pseudechiniscus ramazzottii
- Pseudechiniscus raneyi
- Pseudechiniscus scorteccii
- Pseudechiniscus sinensis
- Pseudechiniscus spinerectus
- Pseudechiniscus suillus
- Pseudechiniscus transsylvanicus
- Pseudechiniscus victor